# زاو وين
زاو وين (بالبورمية: ဇော်ဝင်း)‏ هو لاعب كرة قدم ميانماري في مركز الدفاع، ولد في 30 ديسمبر 1994 في ميانمار. شارك مع منتخب ميانمار لكرة القدم. أما مع النوادي، فقد لعب مع نادي يانغون يونايتد.

## وصلات خارجية
- زاو وين على موقع قاعدة بيانات كرة القدم.إي يو (الإنجليزية)
- زاو وين على موقع Soccerway.com (الإنجليزية)